# 桜からの手紙 〜AKB48 それぞれの卒業物語〜
『桜からの手紙 〜AKB48 それぞれの卒業物語〜』（さくらからのてがみ エーケービーフォーティエイト それぞれのそつぎょうものがたり）は、日本テレビ系列で2011年2月26日から3月6日までの間（ただし3月3日を除く。）に放送された連作ショートドラマ。

## 概要
AKB48メンバーが本人と同名役で登場する学園ドラマ。「卒業」をテーマにした全17話のショートストーリー（ただし第1話は30分、第17話は1時間）の連作により構成される。
本作品同様に日本テレビが制作・放送した連作ショートドラマには『the波乗りレストラン』がある。

## あらすじ
日本テレビ番組公式サイトの「あらすじ」を参照。

## キャスト
※AKB48メンバーの役名は演者と同じである。第1話オープニングシーンは2011年3月6日、以降の高校のシーンは2007年11月からとなっている。

### 東京女子清和大付属碑文ヶ丘高校
別名「桜高校」、生徒が制服につけている校章も桜の花をデザインしたもので、生徒は別名「桜乙女」と呼ばれる。その由来となる桜の木が校庭中央に生えているが、2007年まで3年間花を咲かせることがなかった。前田幸次（後述）の努力が実り、2011年春、久々に花を咲かせる。

#### 3年C組生徒
高橋みなみ
しっかり者の学級委員で水泳部。優子と仲がいい。誰からも頼られる性格で社交的。クラス業務の全てを自分に任せっきりの上、桜の木の世話ばかりで3年間自分たちのことをほったらかしだった前田に反発している。しかし準備室で過去の、合唱部部員と顧問であった前田が笑う写真を見たことを機に、副担任の篠田と前田の過去に興味を持ち、調べ始める。
仲のいい家庭に育つが、初めて家族と海外旅行に行くためにパスポートを取得した際に戸籍謄本を見て、実は自分が養女で、実母は有名バイオリニストの鈴木杏子であることを知る。ロシア人指揮者との不倫によって身ごもったみなみを現在の養父母に託した。形にとらわれすぎる性格でその性格もあってか彼氏はいない。
柏木由紀
中学でいじめにあい、高校でも友達ができない上、家では大学在学中に司法試験に合格した兄と比較され、学校でも家でも居場所がない。そのためリストカット常習者となり、自宅の勉強机の引き出しはカッターであふれている。鉄道ファン。「きりたくなったら電話しなさい」という前田の手紙を機に前田とメールのやりとりを始める。そこで同じ鉄道ファンで一匹狼の北原に声をかけることをアドバイスされ、北原に声をかけ、友人となる。
理工学部志望で、外部の大学に進学予定である。
北原里英
孤独主義。ホームルームでは常にダニエル・キース、スコット・フィッツジェラルドなどの作品を読むほどのアメリカ文学作品好き。自分に自信を持つことができなかったが、前田から受け取った『好きは背中を押してくれる 勇気を持て』という手紙を読み、自分の好きなことをやるための勇気を持ち、東京女子清和大の英米文学科を推薦受験することを決める。また、休み時間に自分の机で時刻表や列車の写真を見ている「撮り鉄」が趣味の「鉄子」でもあり、柏木同様、前田のメールがきっかけで柏木と共通の趣味があることに気付き友人となる。
小嶋陽菜
美術部。母を病気で亡くし、父と2人暮らし。ネイルが得意で、いつも学校で友人にネイルをしてあげている。夢はネイルの専門学校へ進み、一流のネイリストになること。年上の彼氏がいるが、男よりも夢、という主義で、妊娠したときも即座に人工中絶を決意した。机上の同意書を発見した父から産むことを促されるも手術を受けに行く。しかしそこで母性が芽生え、手術を受けずに病院そばにいた父に駆け寄る。そこに才加からこの件を聞いた彼氏が現れ、産んで2人で育てることが認められる。自分の意見をしっかり持っているように見えるが、詰めが甘いところもある。
前田から受け取った手紙は『親はいつでも子供の味方』。
宮澤佐江
親友依存症。「男なんてキモい」という考えを口にしていたが、転倒しそうになったところを偶然助けられた吉田弘毅と付き合うようになり、麻友を避けるようになる。
前田から受け取った手紙は『一人で立って 二人で楽しい』。その意味を尋ねるため、入院中の前田を訪れ、麻友と鉢合わせした際、麻友に趣味や好みを合わせていたこと、男嫌いを口にしていたのも同じく麻友に合わせていたため、彼氏の存在も麻友に伝えられなかったことを告白し、親友を失いたくない余り、本音を出せていないことに気付く。
渡辺麻友
親友依存症。佐江が自分を避けるようになった理由が恋人の吉田であることに気付き、吉田に嘘の告白をし佐江と別れさせようとするが、佐江の友人と気付かれてしまう。
前田から受け取った手紙は『一人の時間が自分を育てる』。手紙の意味を尋ねに入院中の前田を訪れ、同じく前田のもとを訪れていた佐江と鉢合わせした際、佐江に趣味や好みを合わせていたと告白し、親友を失いたくない余り、本音を出せていないことに気付く。
ラクロス部
秋元才加
陽菜の妊娠中絶費用カンパの音頭を取る。陽菜が一人で中絶しようとしていることを陽菜の彼氏に告げる。ハッキリとした性格。
体育大学に進学予定。
大島優子
ラクロス部の司令塔。開業医の娘で母親の後を継いで医師になることを目指し、国立の医大を受験する。3年生の引退を期に一旦部活を辞めるが、1月にサンフランシスコで行われるコンペティションへの参加を諦めきれず部に復帰する。しかし模試の成績が下がってきたことにより覚悟が半端になり練習中の気の迷いから峯岸に怪我を負わせてしまう。そこで、完全にラクロスを諦める決意をするが前田から受け取った『負荷をかけろ 欲ばれ』という手紙と母親からの励ましで受験とラクロスの両立を決意する。そして最終的に医学部への合格を果たす。
みなみとともに前田が敦子に宛てた最後の手紙を持って行き、読むことを拒否する敦子の前で手紙を朗読する。
佐藤亜美菜
付き合っていない男性と「エッチだってしちゃったことある」とみなみに告白する。
峯岸みなみ
卒業後の進路が決まっていないがラクロスに没頭している。一旦優子が辞めた際にはその後を受けてゲームキャプテンに就任した。練習中に優子と接触して肉離れを起こし、遠征での試合参加を諦めざるを得なくなる。
宮崎美穂
「別に彼氏じゃなくてもキスぐらいはする」という感覚の持ち主。
派手4人組（板野のグループ）
前田から受け取った手紙は4人とも『ありのままの君でいい ありのままの君がいい』。
板野友美
周囲からは「合コン女王」と呼ばれ、10人以上の男性と交際した、「お持ち帰り」した男と簡単に寝たなど、男性関係の派手さや「男って寝てみないとわからない」という考えを周囲に語っていたが、実際は口だけで発言の数々は姉の言動や雑誌の記事の受け売りで、実は男性経験がないバージン。行きずりの男（内藤正）とホテルに行くが隙を見て逃げ出した。最終的に友人に男性経験の話は嘘であったことを告白する。
河西智美
内藤正と半年付き合うも板野の助言で振る。実家は老舗の和菓子屋だと言っていたが、実は団子屋だった。
高城亜樹
実は一重瞼なのをメイクで取り繕っていた。
仲川遥香
裕福な家に育ち、何でもかってもらえる。誰にでも優しく天然ボケ。グループ内で唯一男性経験がない（と思っている）ため、板野らに恋愛相談をする。彼氏が巨乳好きであるのに自分が貧乳であることがコンプレックスで、ブラジャーにパッドを3枚入れ、ガムテープで固めてまで胸の谷間を作っていた。彼氏が大学生だと嘘をついていたが、実はフリーターだった。
その他の生徒
大家志津香
奥真奈美
過去に父親のわからない子供を妊娠、同意書の署名欄に購入した印鑑を使って「山田太郎」名義の署名捺印をし中絶した経験を持つため、陽菜に中絶手術を受けられる病院を紹介し、およそ13万円かかることを説明する。
片山陽加
里英が鉄道時刻表を読んでいることを気にかけて、旅行でもするのかと話をかける。後ろでそれを聞いていた由紀がこれをきっかけで里英も自分と同じ鉄子であることに気づく。
小林香菜
前田から受け取った手紙は『わがままも、時に必要になる』。
佐藤夏希
中田ちさと
前田から受け取った手紙は『頼ることは、弱さじゃない』
野中美郷
第11話の45秒あたりに増田有華、大家志津香、佐藤夏希、小林香菜、米沢瑠美の5人が棒ぞうきんで掃除しながら談笑しているシーンでのテロップで、小林香菜の名前がこの野中美郷と間違って表記されている。
松井咲子
増田有華
米沢瑠美

#### 教員
篠田麻里子
3年C組の副担任。安定と合コンでのウケを求めて教師になったドライなリアリスト。しかし、人と触れ合うことは好きなので生徒とは積極的に接し、人気を集めている。入院した前田に代わって3年C組を担任することになる。前田の余命が短いことを伝えるため、娘の敦子に会いに行く。
前田幸次 - 上川隆也
3年C組の担任で敦子の父親。2007年11月のある日、ホームルームで生徒1人1人に手紙を渡し、膵癌で余命3ヶ月であるため同日付で辞職、入院することを告白する。かつては担当する生徒の私生活も気に掛ける熱血教師だったものの、莉乃との一件（後述）を境に生徒との距離を置き、校庭の桜の木ばかり気にかけているかのようなそぶりをしていたが、実は桜を咲かせようとしたのは生徒たちに対する罪滅ぼしで、生徒の詳細をノートに書き留めていた。
校長先生 - かとうかず子（第4・10・17話）
花が咲かない桜の木を切り倒そうとしている。

### 生徒の家族
大島絹代 - 高島礼子（第1・5・17話）
優子の母。開業医。優子に「二兎を追って両方得よ」という「家訓」を伝える。
板野明日香 - 片瀬那奈（第2・8・15・17話）
友美の姉。
小嶋陽三 - 吹越満（第3・13・17話）
陽菜の父。妻と死別して以降男手一つで陽菜を育てた。陽菜が人工妊娠中絶の同意書を持っていることに気付き狼狽、ほぼ同時に前田の陽菜宛ての「親はいつでも子供の味方」という手紙を見て、入院中の前田の元に相談に訪れる。中絶しようとする陽菜に産むよう説得し、結婚を申し込みに来た子供の父親である娘の彼氏を1度は殴りながらも結婚を認める。
柏木隆治 - 山崎一（第4・10・14話）
由紀の父。
柏木君子 - 伊藤かずえ（第4・10・14話）
由紀の母。優秀な成績の息子を褒め称える一方、由紀に対しては常に兄との比較でけなす発言をする。
柏木仁 - 宇治清高（第4・10・14話）
由紀の兄。現役大学生で司法試験に合格する。
高橋巧 - 高知東生（第9・17話）
みなみの養父。
高橋晶子 - 堀内敬子（第9・17話）
みなみの養母。谷崎（後述）と幼馴染だった縁でみなみを養女とする。
谷崎杏子 - 若村麻由美（第9・17話）
みなみの実母。バイオリニスト。ウィーンで出会ったロシア人指揮者、ウラジミールとの不倫の末みなみを生むが、晶子の元に養女に出す。

### その他
前田敦子（第1・6・11・16・17話）
幸次の娘。高校卒業後花屋でアルバイトをしていた。仲の良い父子家庭で、高校時代は父と同じ教職を目指していたが、同時期にいじめを受けていた自分より父が指原の問題を気にかけ自分を助けてくれなかったことがきっかけで家を離れ、3年ほど疎遠になっていた。父が自分に宛てた手紙を読むことを拒否していたが、手紙を持参した大島が朗読し聞かされたことをきっかけに、入院中の父を訪れ復縁する。その後、大学に入って父の跡を継いで教師を目指そうとする。
松原夏海
碑文ヶ丘高校水泳部のOGで現役の大学生、高橋の先輩。
泥棒男 - 末高斗夢（第2・8話）
水泳部の更衣室に侵入、パンツを盗む。
庭師 - 手塚秀彰（第4・10・17話）
校長から校庭の桜の木の鑑定を依頼された人物。
佐藤すみれ・近野莉菜・藤江れいな・前田亜美（第6・16話）
いずれも前田が顧問を務めていた当時の合唱部員（碑文ヶ丘高校OG）
医師 - 佐々木勝彦（第6話）
前田の担当医。
吉田弘毅 - 木村了（第7・12・17話）
英訓学園高校の生徒。転倒しそうになった佐江を偶然助けたことから恋仲になる。
内藤正 - 佐野和真（第8・15話）
ナンパした板野とホテルに行った男。後に智美の彼氏であることが判明する。
指原莉乃（第11・16話）
碑文ヶ丘高校OGで一児の母。合唱部に所属していた。前田が担任していた生徒の一人で、父親から家庭内暴力を受けていた。前田父娘の親密さに嫉妬し、前田と付き合っているという噂を自ら校内に広め、前田に交際を迫るも受け付けられなかったことから、敦子にも前田と交際していると嘘をつき、挙句自殺未遂騒動を起こす。
指原雄三 - ブラザー・トム（第11・17話）
莉乃の父。妻が浮気して家を出て以来、アルコール依存症となり娘に暴力を振るっていたため、前田に止められ、治療のために入院する。
谷原陸 - 菅野篤海（第13話）
陽菜の彼氏で、陽菜が妊娠した子の父親。陽菜に子供が出来たことを知り、陽菜と陽菜の父に結婚を申し込む。
花屋の主人 - 佐戸井けん太（第17話）

病院関係者 - 桜井明美（第17話、声のみ出演）
由紀からの前田への電話に代返した。

## 3年C組 座席表
|            |            | 教卓       |          |            |
| 北原里英   | 片山陽加   | 高橋みなみ | 奥真奈美 | 佐藤亜美菜 |
| 中田ちさと | 大島優子   | 渡辺麻友   | 宮澤佐江 | 小嶋陽菜   |
| 小林香菜   | 峯岸みなみ | 秋元才加   | 宮崎美穂 | 大家志津香 |
| 増田有華   | 米沢瑠美   | 仲川遥香   | 板野友美 | 野中美郷   |
| 柏木由紀   | 佐藤夏希   | 河西智美   | 高城亜樹 | 松井咲子   |

## 放送日程
|       | 各話   | 放送日        | 放送時間       | サブタイトル                   | 演出       |
| ----- | ------ | ------------- | -------------- | ------------------------------ | ---------- |
| 第1夜 | 第1話  | 2011年2月26日 | 23:55 - 翌0:25 | 余命3ヶ月の先生優子の決断（1） | 久保田充   |
| 第2夜 | 第2話  | 2月27日       | 23:55 - 翌0:25 | イケテル板野（1）              | 久保田充   |
| 第2夜 | 第3話  | 2月27日       | 23:55 - 翌0:25 | 陽菜、ママになる!?（1）        | 本間美由紀 |
| 第2夜 | 第4話  | 2月27日       | 23:55 - 翌0:25 | ひとりぼっちの由紀（1）        | 長沼誠     |
| 第3夜 | 第5話  | 2月28日       | 23:58 - 翌0:29 | 優子の決断（2）                | 久保田充   |
| 第3夜 | 第6話  | 2月28日       | 23:58 - 翌0:29 | 敦子の秘密（1）                | 久保田充   |
| 第3夜 | 第7話  | 2月28日       | 23:58 - 翌0:29 | 麻友の危険な友情（1）          | 浅見真史   |
| 第4夜 | 第8話  | 3月1日        | 23:58 - 翌0:29 | イケテル板野（2）              | 本間美由紀 |
| 第4夜 | 第9話  | 3月1日        | 23:58 - 翌0:29 | みなみとママと絆の話           | 浅見真史   |
| 第4夜 | 第10話 | 3月1日        | 23:58 - 翌0:29 | ひとりぼっちの由紀（2）        | 長沼誠     |
| 第5夜 | 第11話 | 3月2日        | 23:58 - 翌0:29 | 敦子の秘密（2）                | 久保田充   |
| 第5夜 | 第12話 | 3月2日        | 23:58 - 翌0:29 | 麻友の危険な友情（2）          | 浅見真史   |
| 第5夜 | 第13話 | 3月2日        | 23:58 - 翌0:29 | 陽菜、ママになる!?（2）        | 本間美由紀 |
| 第6夜 | 第14話 | 3月4日        | 0:38 - 0:48    | ひとりぼっちの由紀（3）        | 長沼誠     |
| 第7夜 | 第15話 | 3月5日        | 1:28 - 1:38    | イケテル板野（3）              | 本間美由紀 |
| 第8夜 | 第16話 | 3月6日        | 0:50 - 1:00    | 敦子の秘密（3）                | 中田志保   |
| 第9夜 | 第17話 | 3月6日        | 22:30 - 23:30  | LastEpisode                    | 久保田充   |

※クロスネット局のテレビ大分（TOS）とテレビ宮崎（UMK）は一部の回が遅れネットとなる。テレビ大分は第15話が20分遅れ、テレビ宮崎は第1話と第5 - 7話が30分遅れで放送される。

## スタッフ
- 企画・原案：秋元康
- 脚本：旺季志ずか
- 演出：久保田充、長沼誠、本間美由紀（トータルメディアコミュニケーション）、浅見真史（トータルメディアコミュニケーション）
- 制作協力：トータルメディアコミュニケーション

| 広報・デジタルコンテンツ - 宣伝：柳沢典子 - スチール：酒井瞳 - 営業推進：斉藤尚宣 - ネット営業：阿部真一郎 - 事業推進：池田潔美 - 有料放送事業：桑原佳子 - ライツ審査：船越雅史 - ライツ推進：大野哲哉 - ビジネス推進：岩田隆 - ネットワーク：立柗典子 - クロスメディア事業推進：今井大輔 - コンテンツ技術運用：中曽根貴良 協力 - 車輌：麻生リース、ランナーズ - エキストラ：古賀プロダクション、OFFICE101、テアトルアカデミー - 道具協力：「グレート・ギャツビー（フィッツジェラルド著/小川高義訳/光文社古典新訳文庫）」他 - 撮影協力：成蹊大学女子ラクロス部、昭和音楽大学、日野映像支援隊、あつぎフィルム・コミッション、日本ラクロス協会、コナミスポーツクラブ碑文谷、日本花の会、フラワーショップALiCE、根岸病院、林レディスクリニック、本と文具、オガワ、相模原フィルム・コミッション、Cafe Lounge UNICE、鉄道博物館 - 美術協力：キュピカ!、hp、シネックスインフォテックス、anti bac2k"、東京アニメーションカレッジ専門学校、DAPA、ベスパック、#りぷはあと、タイニチ工業、インターフォルム、交通新聞社、渡嘉毛紐 - 企画協力：窪田康志（AKS）、佐野裕一（田辺音楽出版）、三枝孝臣、毛利忍 - 技術協力：NiTRO、映広 - 技術・美術協力：日テレアート 制作 - アクションコーディネート：佐々木修平（オフィース佐々木FCプラン） - AP：依知川弥生（トータルメディアコミュニケーション）、米澤宏美 - スケジュール：田中峰弥（トータルメディアコミュニケーション） - 助監督：吉田尅隻 - 制作担当：倉又由一 - 制作主任：小川賢治 - ポスプロ：水澤久美子 - 記録：市川桂 - 制作デスク：大下由美 - 「桜からの手紙」製作委員会：小林将高、茶ノ前香、宮越陽士、宮崎洋、大島満、阿佐美弘恭、平井文宏、小野利恵子（サウンドインスタジオ）、熊谷宜和 - チーフプロデューサー：田中芳樹 - プロデューサー：戸田一也、小泉守（トータルメディアコミュニケーション） - 企画・制作：日本テレビ - 製作著作：「桜からの手紙」製作委員会（D.N.ドリームパートナーズ／VAP） | 編成 - 編成：岡部智洋、鯉渕友康、脇山浩一 - 編成企画：森実陽三、池田健司、植野浩之 監修 - 医事監修：岡林博 - 赤枝六本木診療所：赤枝恒雄 美術 - 美術デザイン：小池寛 - 美術進行：寺原吾一（テレフィット） - 装置：笛吹宣行 - 装飾：青佑一（テレフィット） - 持道具：中澤尚志 - 特殊効果：山室敦嗣 - 衣装：川井貴子 - スタイリスト：茅野しのぶ（office48）、下田翼（AKS） - ヘアメイク：吉澤由美子 - 高島礼子担当ヘアメイク：西村佳苗子 - 電飾：吉田成 - 美術工房：佐々木綾子 - 建具/硝子：大沼貴博 - 造園：井上重行 - CG・タイトルバック：西村了、菊間潤子（AX-ON） 技術 - 撮影：水梨潤 - TD：末廣健治（ビデオフォーカス） - 照明：下平好実（共立） - 音声：佐藤友昭（ファーストショット） - VE：阿部正美（バル・エンタープライズ） - 編集：村井佐知（映広） - ライン編集：永田悦則（映広） - MA：平林真樹（映広） - サウンドデザイン：小西善行（ミラクルスパーク） - 効果：荒川望（ミラクルスパーク） - メイキングAD：稲葉哲典 - 技術デスク：吉野誠 - 技術統括：古川誠一 - ロケ技術：佐藤博文 - 技術開発：甲斐創 |

## 主題歌・挿入歌
※劇中の音楽はすべてAKB48の楽曲を使用
主題歌（エンディングテーマ）・挿入歌・BGM
- 「桜の木になろう」（You, Be Cool!/KING RECORDS）
  - 最終回には合唱曲として『桜からの手紙』バージョンが、前田が作詞・作曲した楽曲という設定で「前田学級 卒業式」において3年C組生徒全員および篠田、敦子により歌われる。

オープニングテーマ
- 第1話「自分らしさ」（You, Be Cool!/KING RECORDS）／「ロッカールームボーイ」（AKS）※BGMとしても使用
- 第2話「ハート型ウイルス」（AKS）
- 第3話「予約したクリスマス」（You, Be Cool!/KING RECORDS）※BGMとしても使用
- 第4話「君について」（You, Be Cool!/KING RECORDS）
- 第5話「涙サプライズ!」（You, Be Cool!/KING RECORDS）
- 第6話「ヘビーローテーション」（You, Be Cool!/KING RECORDS）
- 第7話「街角のパーティー」（AKS）
- 第8話「Virgin love」（DefSTAR Records）
- 第9話「サボテンとゴールドラッシュ」（AKS）
- 第10話「僕のYELL」（You, Be Cool!/KING RECORDS）
- 第11話「いびつな真珠」（AKS）
- 第12話「アイヲクレ」（AKS）
- 第13話「Beginner」（You, Be Cool!/KING RECORDS）※第3話挿入歌としても使用
- 第14話「ずっと ずっと」（AKS）※第17話挿入歌としても使用
- 第15話「明日のためにキスを」（AKS）
- 第16話「嵐の夜には」（AKS）
- 第17話「ラッキーセブン」（You, Be Cool!/KING RECORDS）

挿入歌
- 「アイドルの夜明け」（AKS）※BGMとしても使用
- 「ラブ・ジャンプ」（You, Be Cool!/KING RECORDS）
- 「ラッキーセブン」（You, Be Cool!/KING RECORDS）
- 「ウッホウッホホ」（AKS）
- 「掌」（AKS）※BGMとしても使用
- 「わがままな流れ星」（AKS)
- 「FIRST LOVE」（You, Be Cool!/KING RECORDS）
- 「BINGO!」（DefSTAR Records）※麻友と佐江の携帯電話の着信音としても使用
- 「君と虹と太陽と」（You, Be Cool!/KING RECORDS）
- 「会いたかった」（DefSTAR Records）
- 「サヨナラのカナシバリ」（AKS）
- 「RIVER」（You, Be Cool!/KING RECORDS）
- 「命の意味」（AKS）
- 「初日」（You, Be Cool!/KING RECORDS）
- 「毒蜘蛛」（AKS）
- 「僕たちの紙飛行機」（AKS）
- 「アリガトウ」（AKS）
- 「桜の花びらたち2008」（DefSTAR Records）

BGM
- 「胡桃とダイアローグ」（You, Be Cool!/KING RECORDS）
- 「マジジョテッペンブルース」（You, Be Cool!/KING RECORDS）
- 「桜色の空の下で」（You, Be Cool!/KING RECORDS）
- 「Baby! Baby! Baby!」（AKS）
- 「エンドロール」（AKS）
- 「美しき者」（AKS）
- 「野菜シスターズ」（You, Be Cool!/KING RECORDS）
- 「チャンスの順番」（You, Be Cool!/KING RECORDS）
- 「軽蔑していた愛情」（DefSTAR Records）

## DVD
2011年5月4日、バップより発売。
【BOX】
- 「桜からの手紙〜AKB48 それぞれの卒業物語〜」豪華版DVD-BOX
  - 仕様：本編Disc×3＋特典Disc×2＋micro SDカード
- 「桜からの手紙〜AKB48 それぞれの卒業物語〜」通常版DVD-BOX
  - 仕様：本編Disc×3＋特典Disc×1

【単品】
- 「桜からの手紙〜AKB48 それぞれの卒業物語〜」VOL．1
- 「桜からの手紙〜AKB48 それぞれの卒業物語〜」VOL．2
- 「桜からの手紙〜AKB48 それぞれの卒業物語〜」VOL．3
  - 仕様：それぞれ本編Disc×1

## デジタル展開
地デジ完全移行を見据え、様々なデジタル展開が実施される。
- マルチチャンネル放送 - 2011年3月6日1時からのミニスピンオフ番組でSD画質2チャンネル放送（041ch[注釈 2]：大島優子編、042ch[注釈 3]：板野友美編）。日本テレビ初のマルチ編成。アナログ放送とワンセグ放送は大島編のみで、地デジ移行の告知も併せて放送する[注釈 4]。
- ARとのコラボレーション - スマートフォンを利用した企画「TNR（てーのーりー）で48」
- 新企画データ放送 - スタンプラリー企画、卒業名簿企画、カスタマイズウィンドウ企画

## ネット局
日本テレビ系全国30局ネット、地上波においては佐賀県・沖縄県を除く45都道府県で放送。
| 放送対象地域   | 放送局                       | 系列                                           | 備考                                                          |
| -------------- | ---------------------------- | ---------------------------------------------- | ------------------------------------------------------------- |
| 関東広域圏     | 日本テレビ（NTV） （制作局） | 日本テレビ系列                                 | -                                                             |
| 北海道         | 札幌テレビ（STV）            | 日本テレビ系列                                 | -                                                             |
| 青森県         | 青森放送（RAB）              | 日本テレビ系列                                 | -                                                             |
| 岩手県         | テレビ岩手（TVI）            | 日本テレビ系列                                 | -                                                             |
| 宮城県         | ミヤギテレビ（MMT）          | 日本テレビ系列                                 | -                                                             |
| 秋田県         | 秋田放送（ABS）              | 日本テレビ系列                                 | -                                                             |
| 山形県         | 山形放送（YBC）              | 日本テレビ系列                                 | -                                                             |
| 福島県         | 福島中央テレビ（FCT）        | 日本テレビ系列                                 | -                                                             |
| 山梨県         | 山梨放送（YBS）              | 日本テレビ系列                                 | -                                                             |
| 新潟県         | テレビ新潟（TeNY）           | 日本テレビ系列                                 | -                                                             |
| 長野県         | テレビ信州（TSB）            | 日本テレビ系列                                 | -                                                             |
| 静岡県         | 静岡第一テレビ（SDT）        | 日本テレビ系列                                 | -                                                             |
| 富山県         | 北日本放送（KNB）            | 日本テレビ系列                                 | -                                                             |
| 石川県         | テレビ金沢（KTK）            | 日本テレビ系列                                 | -                                                             |
| 福井県         | 福井放送（FBC）              | 日本テレビ系列／テレビ朝日系列                 | -                                                             |
| 中京広域圏     | 中京テレビ（CTV）            | 日本テレビ系列                                 | -                                                             |
| 近畿広域圏     | 読売テレビ（ytv）            | 日本テレビ系列                                 | -                                                             |
| 鳥取県・島根県 | 日本海テレビ（NKT）          | 日本テレビ系列                                 | -                                                             |
| 広島県         | 広島テレビ（HTV）            | 日本テレビ系列                                 | -                                                             |
| 山口県         | 山口放送（KRY）              | 日本テレビ系列                                 | -                                                             |
| 徳島県         | 四国放送（JRT）              | 日本テレビ系列                                 | -                                                             |
| 香川県・岡山県 | 西日本放送（RNC）            | 日本テレビ系列                                 | -                                                             |
| 愛媛県         | 南海放送（RNB）              | 日本テレビ系列                                 | -                                                             |
| 高知県         | 高知放送（RKC）              | 日本テレビ系列                                 | -                                                             |
| 福岡県         | 福岡放送（FBS）              | 日本テレビ系列                                 | -                                                             |
| 長崎県         | 長崎国際テレビ（NIB）        | 日本テレビ系列                                 | -                                                             |
| 熊本県         | くまもと県民テレビ（KKT）    | 日本テレビ系列                                 | -                                                             |
| 大分県         | テレビ大分（TOS）            | フジテレビ系列／日本テレビ系列                 | -                                                             |
| 宮崎県         | テレビ宮崎（UMK）            | フジテレビ系列／日本テレビ系列／テレビ朝日系列 | -                                                             |
| 鹿児島県       | 鹿児島読売テレビ（KYT）      | 日本テレビ系                                   | -                                                             |
| 日本全国       | BS日テレ（BS）               | BSデジタル放送                                 | 4月1日・3日・7日・10日にそれぞれ23時から翌0時に放送           |
| 日本全国       | 日テレプラス（CS・CATV）     | CSデジタル放送                                 | 4月10日-5月22日の毎週日曜0:00から0:30（最終回のみ1:00）に放送 |